# Rysiny (powiat koniński)
Rysiny – wieś w Polsce położona w województwie wielkopolskim, w powiecie konińskim, w gminie Kramsk. Tworzą samodzielne sołectwo Rysiny.
W latach 1975–1998 miejscowość należała administracyjnie do województwa konińskiego.
Pod miejscowością znajdują się pokłady węgla brunatnego. Obecnie miejscowość prawie w całości została wysiedlona ze względu na uruchomienie odkrywki Drzewce (KWB Konin). Jest najmniejszą miejscowością sołecką w gminie.
Zobacz też: Rysiny, Rysiny-Kolonia